# Sajzewe (Synelnykowe)
Sajzewe (ukrainisch Зайцеве; russisch Зайцево Saizewo) ist ein Dorf im Osten der ukrainischen Oblast Dnipropetrowsk mit etwa 1000 Einwohnern.

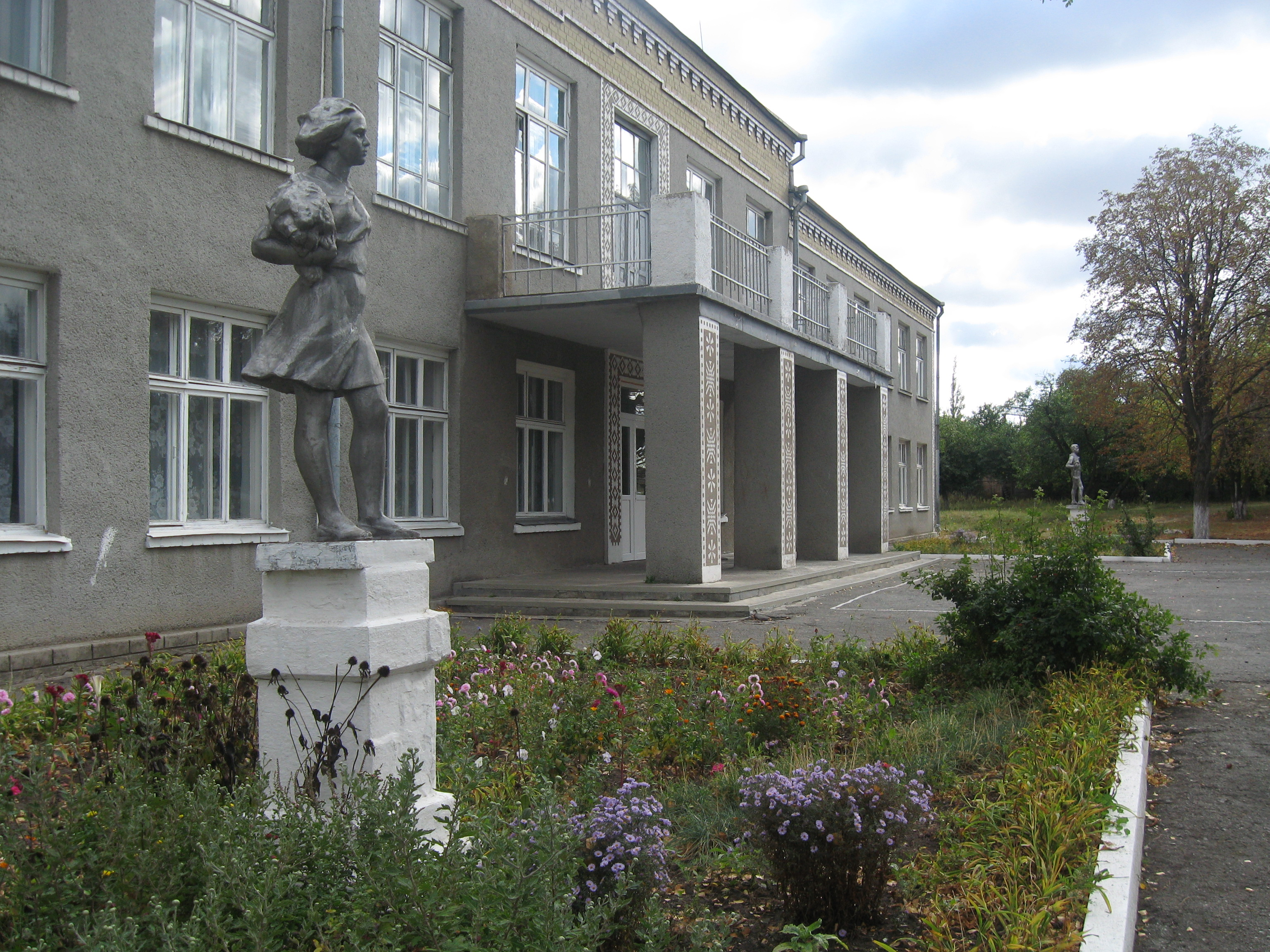
Schule im Ort

Das Dorf wurde in den 1880er Jahren durch deutsche Kolonisten gegründet und liegt an der Bahnstrecke Sewastopol–Charkiw sowie der Territorialstraße T-0416, 16 Kilometer nordöstlich der Rajonshauptstadt Synelnykowe und 50 Kilometer östlich der Oblasthauptstadt Dnipro.

## Verwaltungsgliederung
Am 26. Mai 2017 wurde das Dorf zum Zentrum der neugegründeten Landgemeinde Sajzewe (Зайцівська сільська громада/Sajziwska silska hromada). Zu dieser zählen auch die 14 in der untenstehenden Tabelle aufgelisteten Dörfer, bis dahin bildete es zusammen mit den Dörfern Kalyniwka, Krasne, Otscheretuwate und Ternowe die gleichnamige Landratsgemeinde Sajzewe (Зайцівська сільська рада/Sajziwska silska rada) im Nordosten des Rajons Synelnykowe.
Folgende Orte sind neben dem Hauptort Sajzewe Teil der Gemeinde:
| Name                     | Name           | Name                             |
| ukrainisch transkribiert | ukrainisch     | russisch                         |
| ------------------------ | -------------- | -------------------------------- |
| Choroschewe              | Хорошеве       | Хорошево (Choroschewo)           |
| Kalyniwka                | Калинівка      | Калиновка (Kalinowka)            |
| Kamjanuwatka             | Кам’януватка   | Каменоватка (Kamenowatka)        |
| Kysljanka                | Кислянка       | Кислянка (Kisljanka)             |
| Kosatschyj Haj           | Козачий Гай    | Казачий Гай (Kasatschi Gai)      |
| Krasne                   | Красне         | Красное (Krasnoje)               |
| Majske                   | Майське        | Майское (Maiskoje)               |
| Maksymiwka               | Максимівка     | Максимовка (Maksimowka)          |
| Nadeschdiwka             | Надеждівка     | Надеждовка (Nadeschdowka)        |
| Nowe                     | Нове           | Новое (Nowoje)                   |
| Nowomykolajiwka          | Новомиколаївка | Новониколаевка (Nowonikolajewka) |
| Otscheretuwate           | Очеретувате    | Очеретоватое (Otscheretowatoje)  |
| Romaniwka                | Романівка      | Романовка (Romanowka)            |
| Ternowe                  | Тернове        | Терновое (Ternowoje)             |